# 佐々木閑
佐々木 閑（ささき しずか、男性、1956年〈昭和31年〉9月27日 - ）は、日本の仏教学者（インド仏教史、戒律）。真宗高田派の僧侶。花園大学教授。博士（文学）（佛教大学・論文博士・1999年）。

## 経歴
- 1956年 福井県坂井郡三国町（現：福井県坂井市三国町黒目）の真宗高田派盛立山称名寺[5]に長男として出生[6][7]
- 1972年 坂井市立三国中学校卒業
- 1975年 福井県立藤島高等学校卒業
- 1979年 京都大学工学部工業化学科卒業
- 1982年 京都大学文学部哲学科仏教学専攻卒業
- 1984年 京都大学大学院文学研究科修士課程修了
- 1987年 京都大学大学院文学研究科博士課程満期退学
- 1988年 カリフォルニア大学バークレー校南及び東南アジア言語学科Ph.D.課程入学
- 1990年 花園大学文学部仏教学科講師
- 1992年 花園大学文学部助教授
- 1999年 『アショーカ王時代の仏教部派』で佛教大学で博士（文学）
- 2002年 花園大学文学部教授

## 受賞歴
- 1992年、日本印度学仏教学会賞
- 2003年、鈴木学術財団特別賞

## 仏教学に関する事案

### アカハラ事件を巡って
佐々木閑によれば、清水俊史と馬場紀寿（東京大学教授）は、ブッダゴーサの仏教史における位置づけをめぐり2016年から論争を続けている。この論争の過程で、清水はアカデミック・ハラスメント（アカハラ）や出版妨害を受けている。
上座部仏教の『パーリ仏典』の大乗経典に対する優位性（どちらが成立年代が先か、どちらが釈迦直説に近いか）については現在論争中の事案である。上座部の国々で普及している『パーリ仏典』はスリランカのブッダゴーサが正典と定めた仏典を底本としているが、馬場紀寿はブッダゴーサが非仏説（釈迦が説いたものではない）として大乗経典を恣意的に排除し、また採用した仏典についてもブッダゴーサが信じる教説にそぐわない箇所は改ざんが行われた、すなわち現在の上座部仏教の教義はブッダゴーサの思惑によって釈迦の直説が排され、大乗的な要素が排されて成立したとする説を唱えた。この馬場説は大乗非仏説に対する有効な反論の論拠とされてきた。しかし清水俊史はこの説に異を唱え、ブッダゴーサは仏典注釈者としての本分を務めたにすぎず経典の改ざんは行わなかったとした。清水説では大乗経典は明らかに後世の創作であるため『パーリ仏典』に採用されず排除されたとした。馬場・清水論争は、清水説が正しければ『パーリ仏典』の方が釈迦直説に近いということになり大乗非仏説に根拠を与え、日本仏教の教義は全て釈迦の直説ではなく後世に創作されたものだということになるので、仏教界の注目を集めていた。
2022年、佐々木閑は『禅学研究』第100号においてこの論争を整理する評論を発表し、アカハラの加害者が馬場であることを示唆した。佐々木は「加害者と利害を共有し、
加害者を援護している人もいるようなので、そういった人たちの言動を逐一観察し記録する。その記録は状況が変われば公にできる時が来るかもしれない。ひょっとしたら記録だけ残して死ぬかもしれないが、それはそれで構わない。（略）加害者側が清水氏に対しておこなった行為から類推して、このような評論を公にした私に対しても様々な攻撃がおこなわれる可能性はある。おおっぴらな攻撃は自らの行為を告白するようなものであるから、おそらくは秘密裏に，私の言動の信頼性を損なわせるような策を練るものと思われる。幸いなことに私はもう人生の峠も越し、守るべきものもないので構わないが、そのような私
に引き比べて、傑出した能力を持ち堂々と論陣を張りながら邪な妨害によって人生の登り口で足を引っ張られた清水氏の心中を思うとやるせない」とこの告発の覚悟と気概を述べている。
清水は著書『お布施のからくり』のあとがきで、佐々木閑より馬場の清水に対するアカハラを目撃したとの証言をいただいたとする旨の報告があった。

### 大乗非仏説に関する見解
佐々木は大乗非仏説寄りの見解を持っており、「釈迦はこの世を一切皆苦ととらえ、輪廻を断ち切って涅槃に入ることで、（浄土への往生ではなく）二度とこの世に生まれ変わらないことこそが究極の安楽だと考えた」「大乗仏教が言うような在家者として普通に暮らす中にも悟りへの修行がある、という考えは（釈迦本来の教えからは）成り立たない。在家者として普通に暮らすということは、善行を積んで（来世で）楽な生まれを目指すという生き方に従うということで（中略）俗世で善行を積み重ねても、悟りを開いて涅槃に入るという道にはつながらない」と説明している。

## 著書
- 『出家とはなにか』（大蔵出版、1999年）
- 『インド仏教変移論、なぜ仏教は多様化したのか』（大蔵出版、2000年）
- 『犀の角たち』（大蔵出版、2006年）
  - 『科学するブッダ 犀の角たち』（角川ソフィア文庫、2013年）
- 『日々是修行 現代人のための仏教100話』（ちくま新書、2009年）
- 『「律」に学ぶ生き方の智慧』（新潮選書、2011年）
- 『ブッダ真理のことば = Buddha Dhammapada』（NHK出版、2012年）。「100分de名著」ブックス
- 『仏教は宇宙をどう見たか アビダルマ仏教の科学的世界観』（化学同人（選書判）、2013年、同・文庫判、2021年）
- 『ゴータマは、いかにしてブッダとなったのか』（NHK出版新書、2013年）
- 『般若心経』(NHK出版、2014年)。「100分de名著」ブックス
- 『ブッダ 最期のことば』（NHK出版、2015年）。「100分de名著」放送テキスト
- 『集中講義 大乗仏教―こうしてブッダの教えは変容した』（NHK出版、2015年）。別冊「100分de名著」放送テキスト
- 『出家的人生のすすめ』（集英社新書、2015年）
- 『ブッダに学ぶ「やり抜く力」』（宝島社、2017年）
- 『ネットカルマ』（角川新書、2018年）
- 『大乗仏教―ブッダの教えはどこへ向かうのか』（NHK出版新書、2019年）
- 『仏教の誕生』（河出新書、2020年）
- 『宗教の本性　誰が「私」を救うのか』（NHK出版新書、2021年）

### 共編著
- 『生物学者と仏教学者 七つの対論』（斎藤成也との共編著、ウェッジ選書、2009年）
- 『真理の探究 仏教と宇宙物理学の対話』 (大栗博司との共著、幻冬舎新書、2016年)
- 『ごまかさない仏教 仏・法・僧から問い直す』（宮崎哲弥との共著、新潮選書、2017年）
- 『宗教は現代人を救えるか 仏教の視点、キリスト教の思考』 (小原克博との共著、平凡社新書、2020年)

### 訳書
- 鈴木大拙『大乗仏教概論』（岩波書店、2004年／岩波文庫、2016年）
- 『ブッダ 100の言葉』（宝島社、2015年）兼監修

### 論文
- CiNii>佐々木閑
- INBUDS>佐々木閑
- Academia.edu>ShizukaSasaki

## 出演
ラジオ
- 2007年1月21日　宗教の時間 (NHKラジオ)「釈尊時代の仏教と科学[13]」（NHKラジオ第２）
- 2013年6月16日　文化講演会「脳科学と仏教の対話[14]」（2013年9月16日アンコール放送、藤田一郎（大阪大学教授）、NHKラジオ第１）
- 2016年7月2日　関西発ラジオ深夜便「私の“出家的人生”[15]」（NHKラジオ第２）
- 2017年11月28日　ザ・ボイス そこまで言うか!　ゲスト出演（ニッポン放送）
- 2017年12月3日　カルチャーラジオ　日曜カルチャー「人間を考える（１）より良く生きる[16]」（NHKラジオ第２）
- 2018年9月30日　Voice cue「サイエンスNOW」（エフエムみしま・かんなみ）
- 2019年7月21日　文化講演会「宗教はなぜ必要なのか[17]」（NHKラジオ第２）
- 2020年9月13日　文化講演会「仏教とキリスト教の対話 ～宗教は現代人を救えるか[18]」（小原克博（同志社大学神学部教授）、NHKラジオ第２）

テレビ
- 2011年9月　100分de名著「ブッダ 真理のことば[19]」（2012年3月再放送、NHK教育）NHKオンデマンド[20]
- 2013年1月　100分de名著「般若心経[21]」（2014年9月再放送、NHK教育）NHKオンデマンド[22]
- 2015年4月　100分de名著「ブッダ 最期のことば[23]」（2015年6月・2018年11月再放送、NHK教育）NHKオンデマンド[24]
- 2016年4月3日　ザ・プレミアム 「若冲　いのちのミステリー[25]」解説者として出演（ＢＳプレミアム）
- 2016年6月18日　こころの時代「わたしの“出家”生活[26]」（2016年7月2日再放送、NHKEテレ）